# Hongshan (köping i Kina, Hubei)
Hongshan (kinesiska: 洪山, 洪山镇) är en köping i Kina. Den ligger i provinsen Hubei, i den centrala delen av landet, omkring 180 kilometer nordväst om provinshuvudstaden Wuhan. Antalet invånare är 65219. Befolkningen består av 32 536 kvinnor och 32 683 män. Barn under 15 år utgör 11,0 %, vuxna 15-64 år 78 %, och äldre över 65 år 10,0 %.
Genomsnittlig årsnederbörd är 1 050 millimeter. Den regnigaste månaden är augusti, med i genomsnitt 179 mm nederbörd, och den torraste är december, med 19 mm nederbörd.